# Lac de Barberine
Lac de Barberine är en sjö i Schweiz.   Den ligger i kantonen Valais, i den sydvästra delen av landet, 100 km söder om huvudstaden Bern. Lac de Barberine ligger 1 869 meter över havet. Arean är 2,7 kvadratkilometer. Den sträcker sig 4,1 kilometer i nord-sydlig riktning, och 1,7 kilometer i öst-västlig riktning.
Trakten runt Lac de Barberine består i huvudsak av gräsmarker. Runt Lac de Barberine är det glesbefolkat, med 13 invånare per kvadratkilometer.